# Edge East Side Tower
La EDGE East Side Tower es un edificio de 36 pisos y 142 metros de altura situado en el distrito Friedrichshain de Berlín. Fue completado en 2023, convirtiéndose en el edificio más alto de la ciudad, aunque será superado por la Estrel Tower. Fue diseñado por Bjarke Ingels Group y su inquilino principal es Amazon.